# Wschowa (gemeente)
De gemeente Wschowa is een stad- en landgemeente in het Poolse woiwodschap Lubusz, in powiat Wschowski.
De zetel van de gemeente is in Wschowa.
Op 30 juni 2004 telde de gemeente 21 686 inwoners.

## Geschiedenis
Wschowa is op 15 januari 1976 ontstaan. In de jaren 1976-1998 was Wschowa aangesloten bij Leszno.

## Oppervlakte gegevens
In 2002 bedroeg de totale oppervlakte van gemeente Wschowa 198,3 km², waarvan:
- agrarisch gebied: 62%
- bossen: 26%

De gemeente beslaat 31,74% van de totale oppervlakte van de powiat.

## Demografie
Stand op 30 juni 2004:
| Omschrijving                   | Totaal | Totaal | Vrouwen | Vrouwen | Mannen | Mannen |
| ------------------------------ | ------ | ------ | ------- | ------- | ------ | ------ |
| eenheid                        | aantal | %      | aantal  | %       | aantal | %      |
| inwoners                       | 21 686 | 100    | 11 025  | 50,8    | 10 661 | 49,2   |
| bevolkingsdichtheid (inw./km²) | 109,4  | 109,4  | 55,6    | 55,6    | 53,8   | 53,8   |

In 2002 bedroeg het gemiddelde inkomen per inwoner 1158,02 zł.

## Aangrenzende gemeenten
Niechlów, Sława, Szlichtyngowa, Święciechowa, Wijewo, Włoszakowice